# Tatsue-ji (Komatsushima)

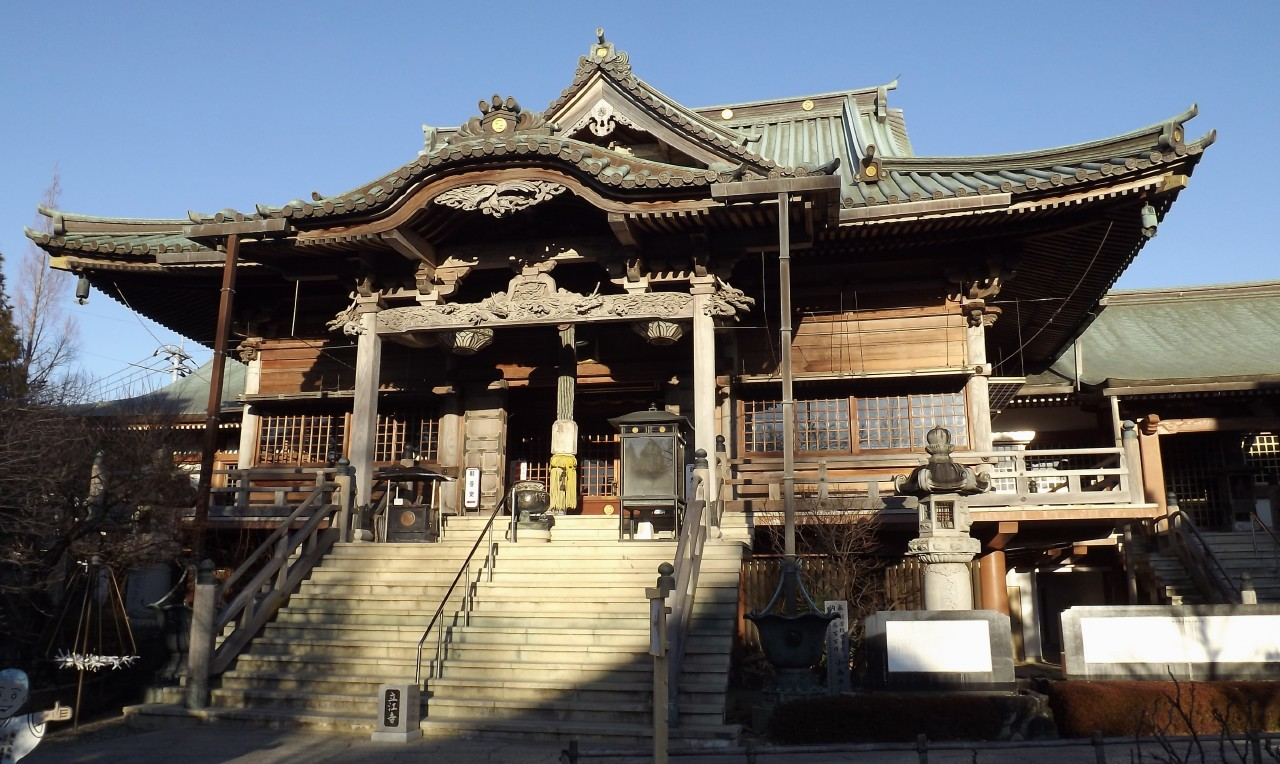
Haupthalle

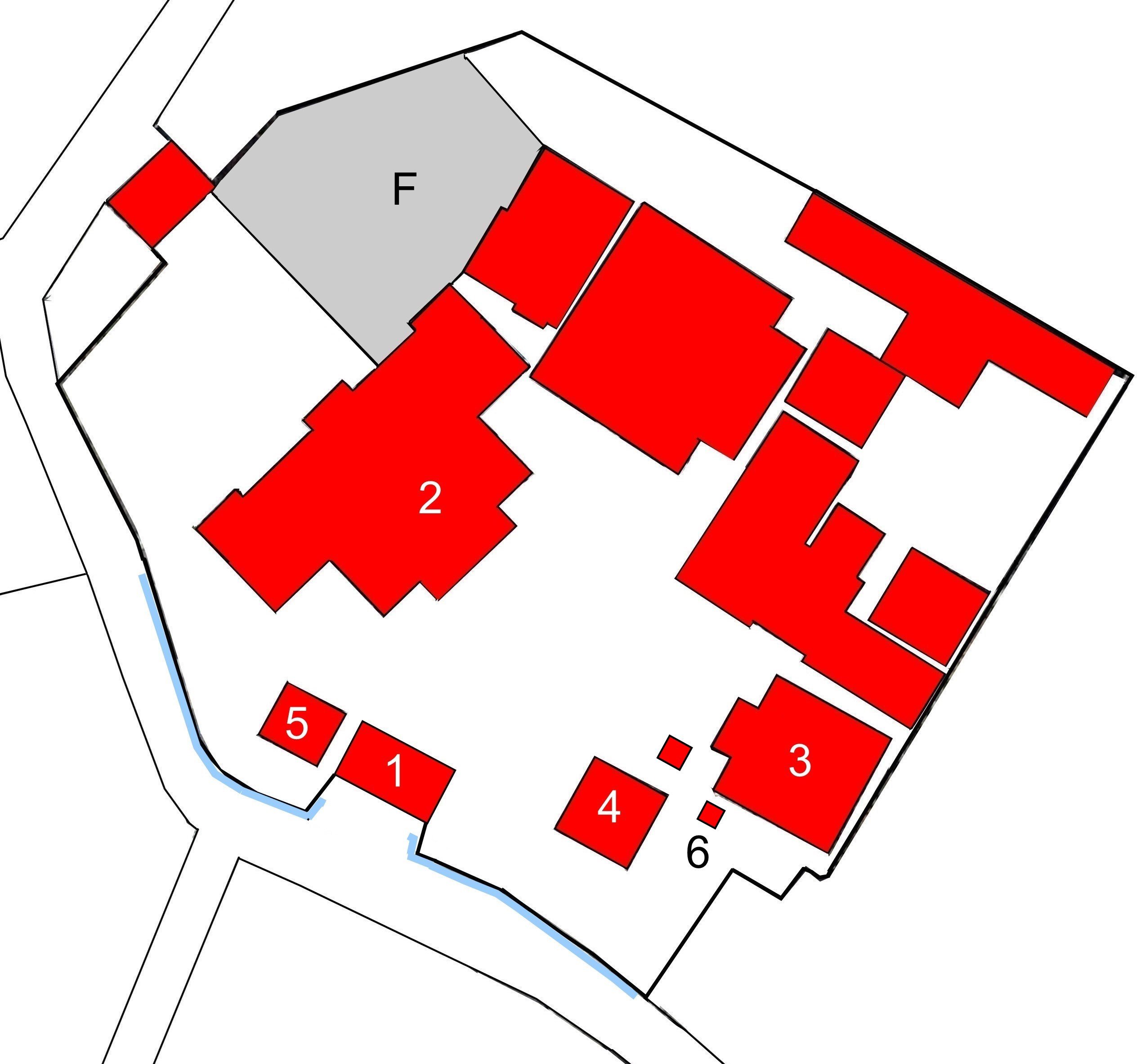
Plan des Tempels
(s. Text)

Der Tatsue-ji (japanisch 立江寺) mit den Go Kyōchisan (橋池山) und Maniin (摩尼院) in Komatsushima ist ein Tempel, der zum Kōyasan-Zweigs (高野山派) des Shingon-Buddhismus gehört. In der traditionellen Zählung ist er der 19. Tempel des Shikoku-Pilgerwegs.

## Geschichte
Der Tempel wurde auf Wunsch des Kaisers Shōmu vom Priester Gyōgi während der Tempyō-Ära errichtet. Gyōgi fertigte bei dieser Gelegenheit eine 5,5 cm große Figur des Jizō Bosatsu aus einer Goldlegierung (閻浮壇金, Embudankin), um eine glückliche Niederkunft seiner Gattin, der Kaiserin Kōmyō (光明皇后, Kōmyō-kōgō; 701–760), zu gewährleisten.
Im Jahr 815 kam Priester Kūkai auf seiner Wanderung durch Shikoku zum Tempel. Aus Furcht, der allzu kleine Jizō könnte verloren gehen, schuf er eine 6 Fuß, etwa 181 cm hohe Jizō-Statue. Den kleinen Jizō soll er im Inneren der neuen Figur, die nun verehrt wurde, untergebracht haben. Tatsächlich stammt der gegenwärtige Jizō aus der Kamakura-Zeit.
Der Tempel lag ursprünglich etwa 500 m weiter westlich am Fuß des Berges Shimizuokutani (清水奥谷山), wurde aber während der kriegerischen Unruhen während der Tenshō-Ära (1573–1592) durch Truppen des Chōsokabe Motochika, als dieser in die Provinz Awa eindrang, zerstört. In der Edo-Zeit soll Fürst Hachisuka Iemasa (蜂須賀 家政; 1558–1639) den Tempel an der heutigen Stelle wieder aufgebaut haben. Die 1659 erbaute Haupthalle ging 1974 bei einem Brand verloren, wurde dann 1977 wieder errichtet.

## Anlage
Man betritt die Anlage durch das Tempeltor, das hier als Nio-Tor (仁王門, Niō-mon; 1), also als Tor mit den beiden Tempelwächtern rechts und links vom Durchgang ausgeführt ist. Zur Linken sieht man die Haupthalle (本堂, Hondō; 2), ganz links neben dem Tor die Tempelglocke (鐘楼, Shōrō; 5). Zur Rechten hat man die Schatzpagode (多宝塔, Tahōtō; 4) im Grünen und die Halle, die dem Tempelgründer gewidmet ist, die Daishidō (大師堂; 3).
Weiter gibt es die Gomadō (護摩堂), in der die Goma-Zeremonie abgehalten wird, und die winzige Kokuhatsudō (黒髪堂; 6), auf Deutsch etwa „Schwarzhaar-Schrein“, der seit 1803 an das Schicksal der Geisha Okyō erinnert. Schließlich hat der Tempel einen Friedhof (F) im Norden der Anlage.

## Schätze
Zu den Tempelschätzen gehört die farbige Darstellung einer Shaka-Trinität (絹本著色釈迦三尊像, Kempon chakushiki Shaka sanzon-zō), bestehend aus Shaka Nyorai (釈迦如来), der flankiert wird links von dem auf einem weißen Elefanten mit gefalteten Händen reitenden Fugen Bosatsu (普賢菩薩) und rechts von Monju Bosatsu (文殊菩薩), der auf einem Löwen reitet und einen Kasten mit heiligen Schriften und ein Schwert in der Hand hält. Das Stück ist als Wichtiges Kulturgut Japans registriert.

## Bilder

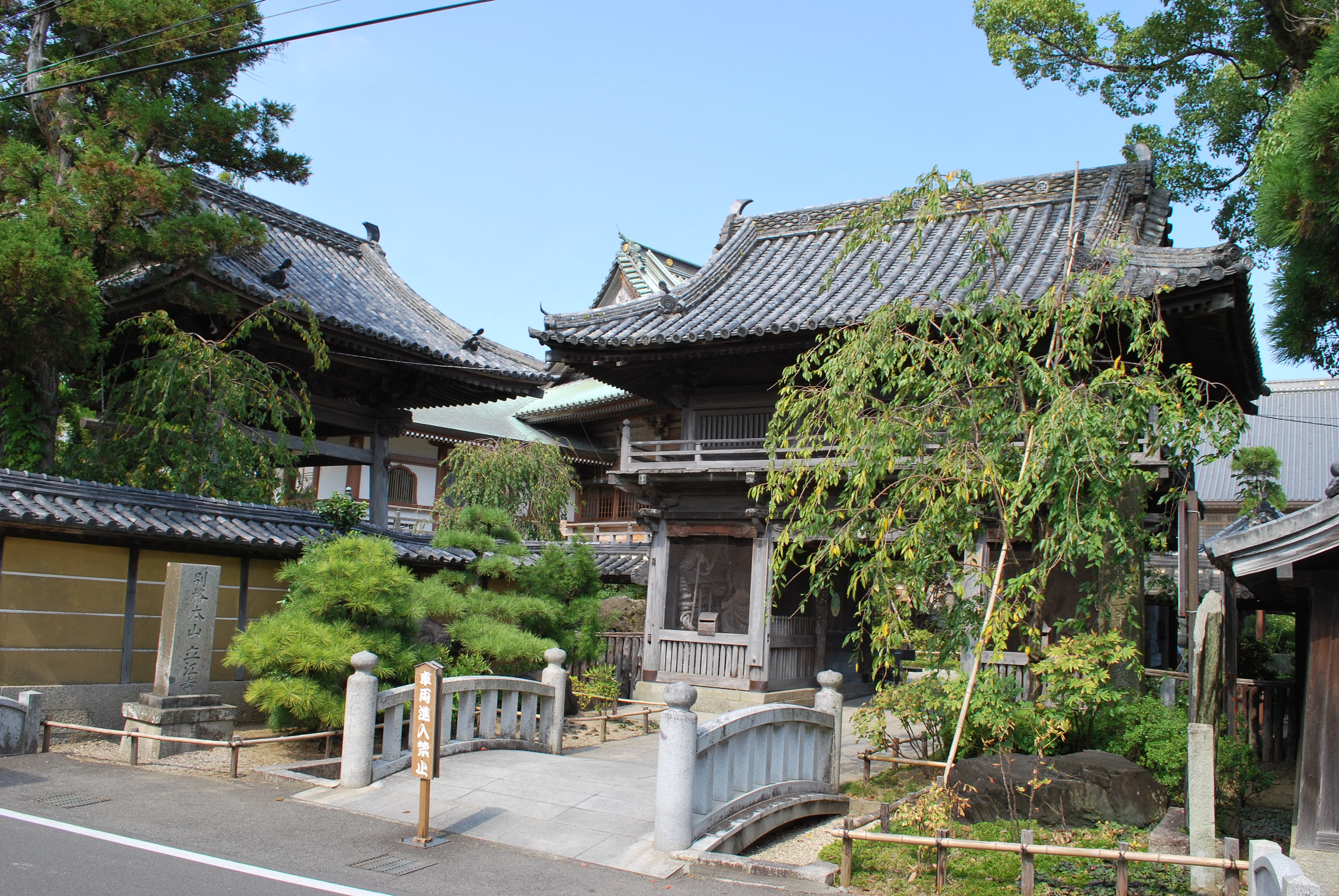
Tempeltor
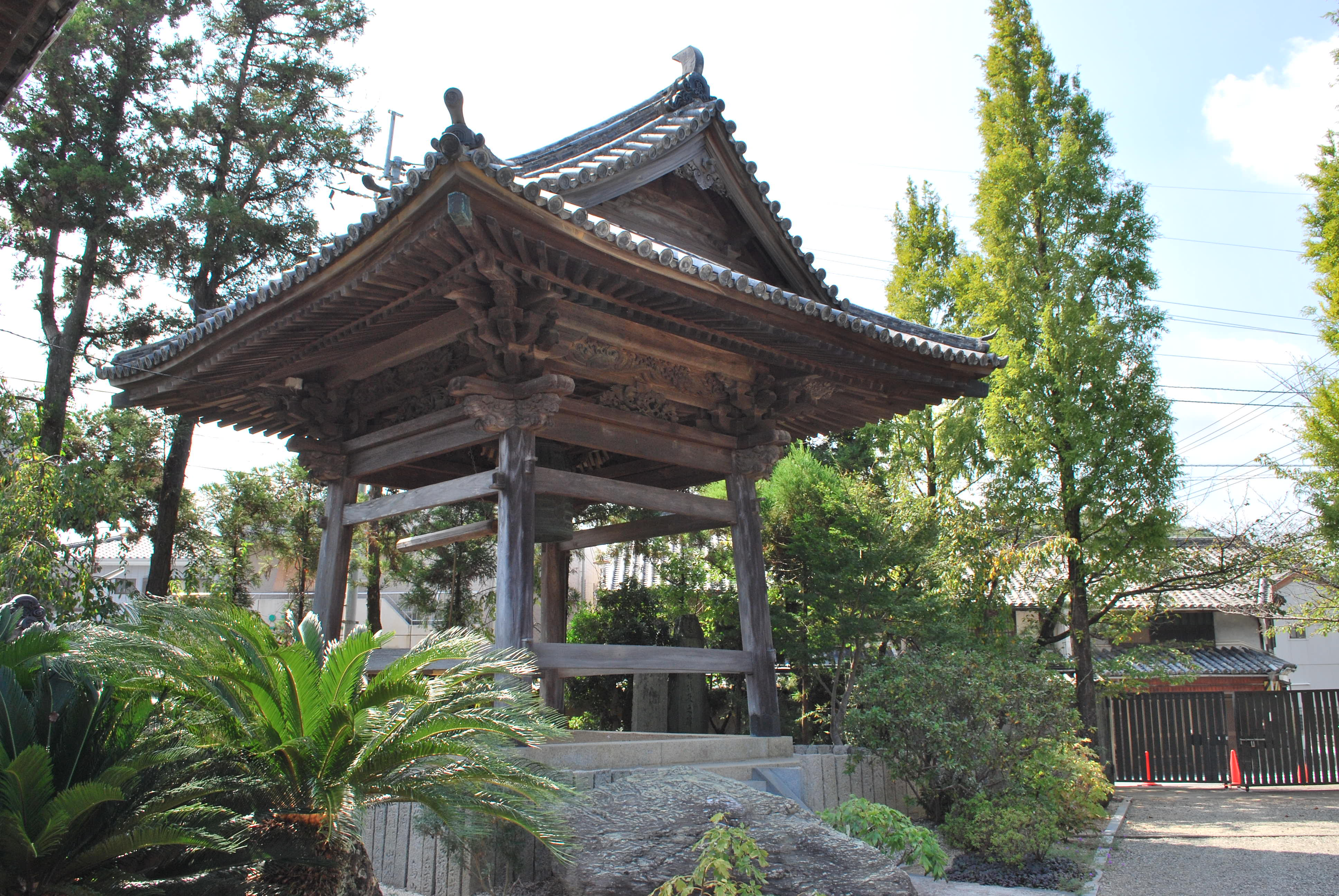
Glockenturm
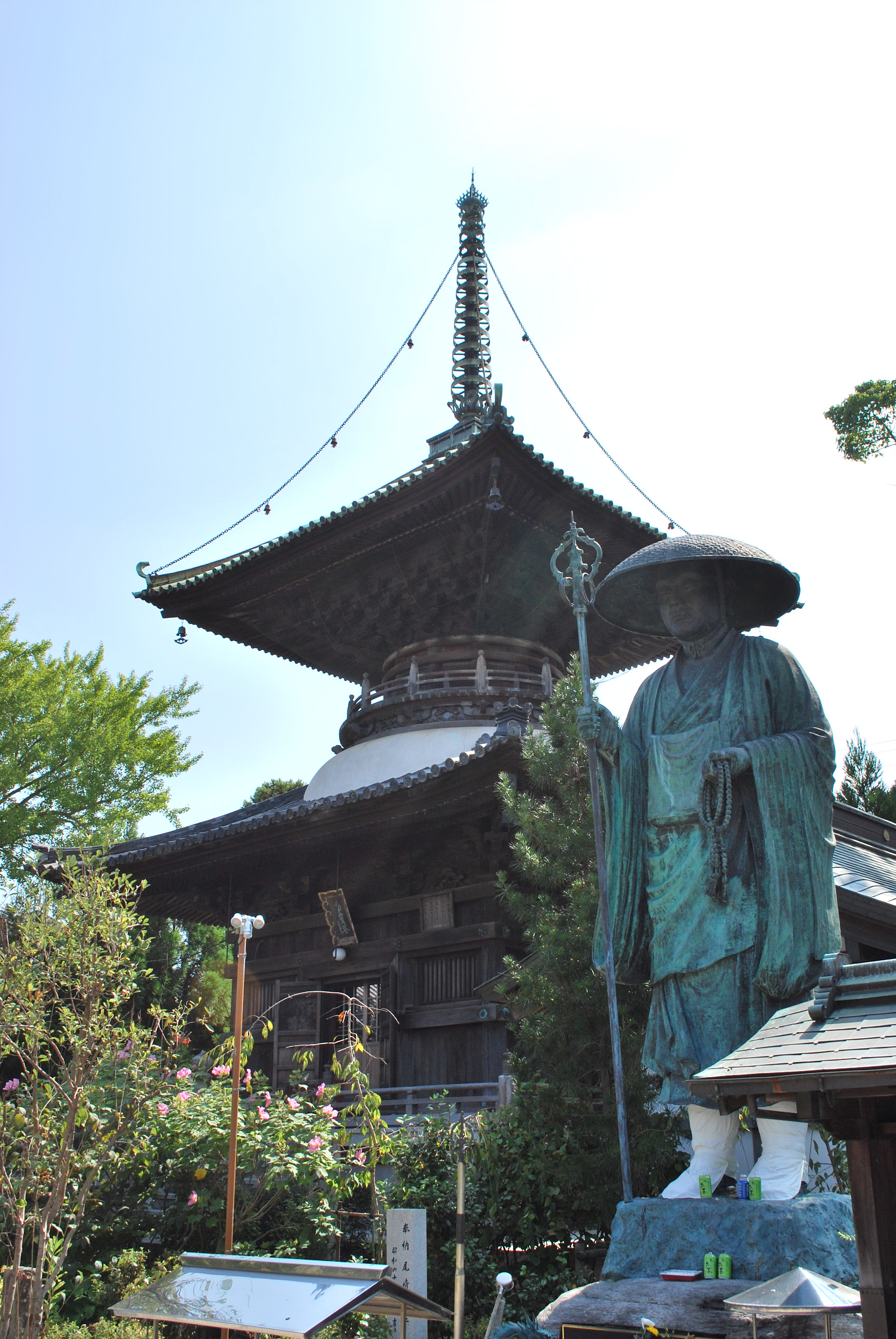
Schatzpagode
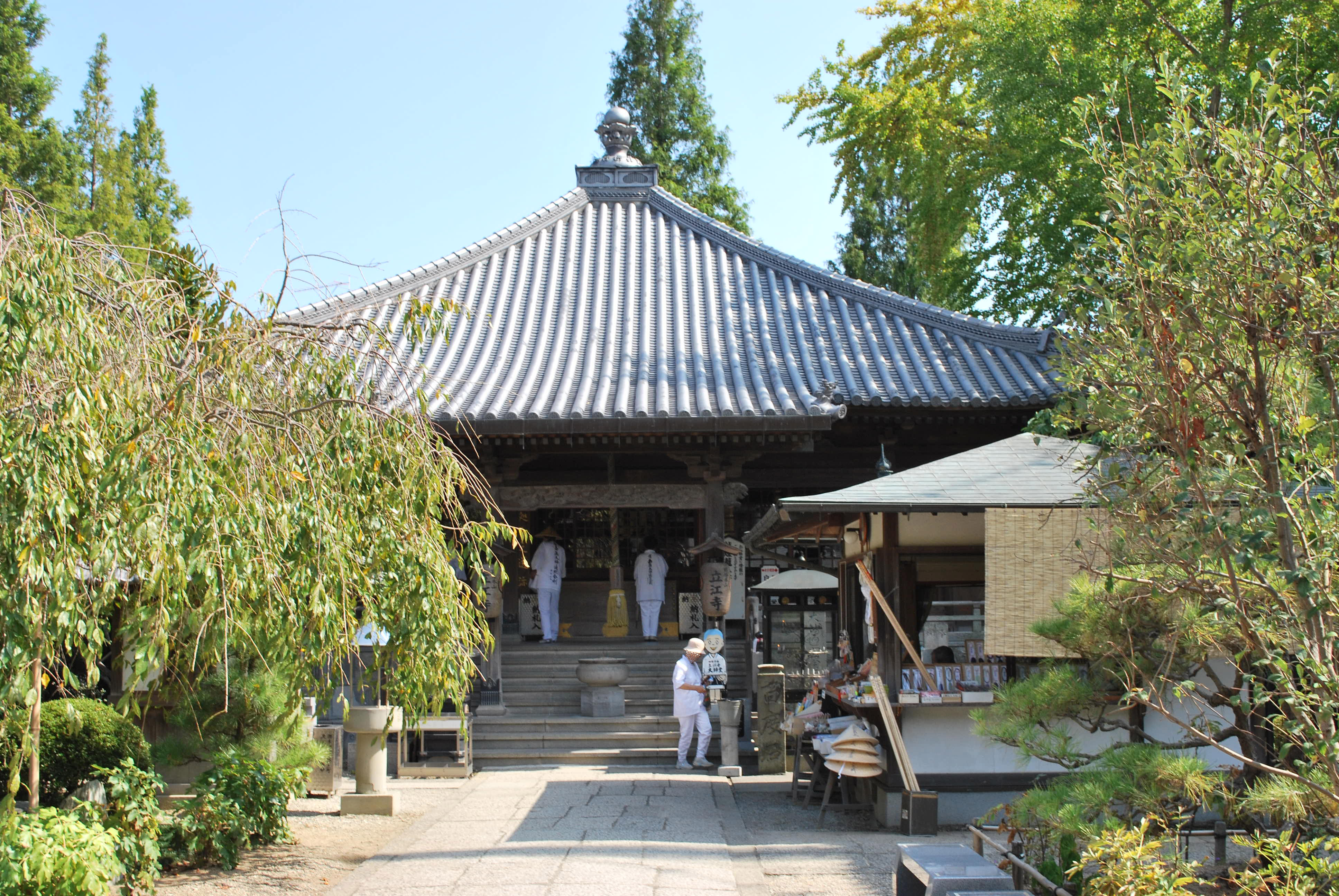
Daishidō
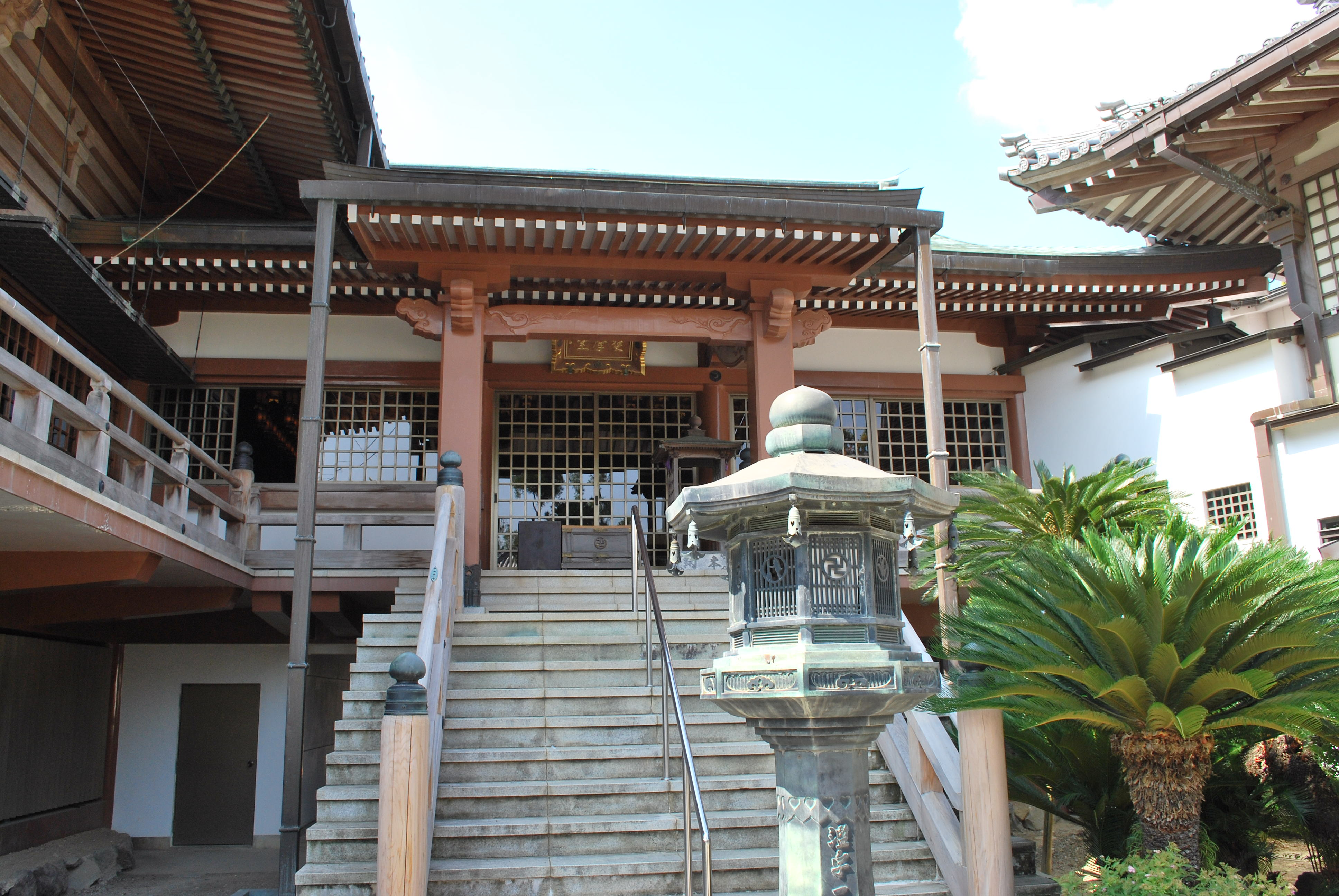
Gomadō
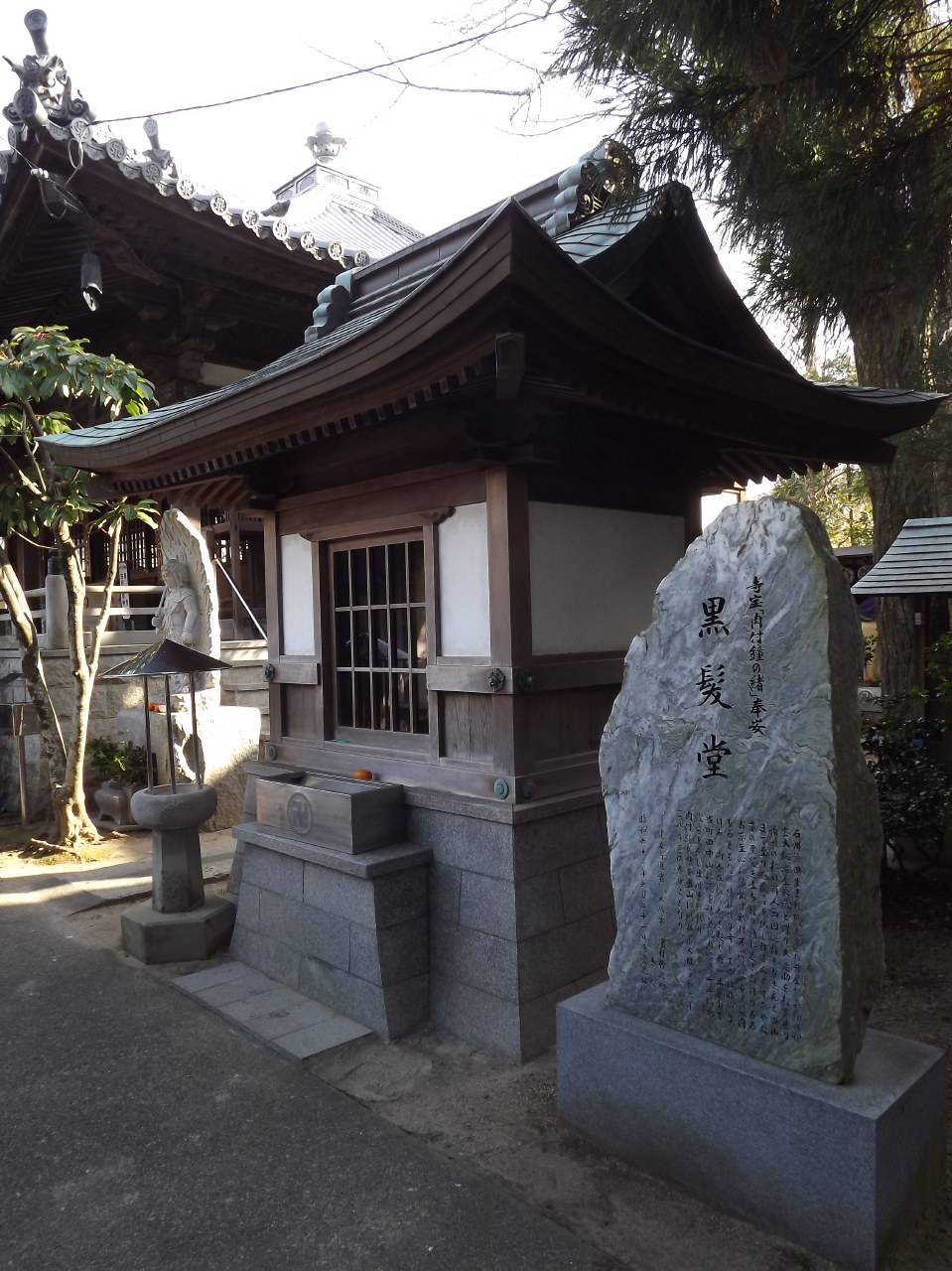
Kokuhatsudō